# Henryk Gołda
Henryk Gołda (ur. 20 kwietnia 1920 w Ostrowach Górniczych – ob. część Sosnowca, zm. 30 listopada 2008 w Sosnowcu) – polski górnik i polityk, poseł na Sejm PRL IV kadencji.

## Życiorys
Syn Franciszka i Marianny. Uzyskał wykształcenie podstawowe. Przed II wojną światową działał w Czerwonym Harcerstwie Towarzystwa Uniwersytetu Robotniczego oraz w Komunistycznym Związku Młodzieży Polski. W 1939 został górnikiem w kopalni „Dorota”, a rok później w „Kazimierz-Juliusz”. Podczas okupacji niemieckiej wywieziony na roboty przymusowe w Westfalii, po czym powrócił do pracy w kopalni. W 1943 wstąpił do Polskiej Partii Robotniczej. Należał do Gwardii Ludowej, w 1944 był grupowym drużyny dywersyjnej, pozycję zachował w Armii Ludowej. Uczestniczył w akcjach dywersyjnych na terenie Zagłębia Dąbrowskiego. Po wojnie pracował w Milicji Obywatelskiej w Katowicach. W latach 1955–1956 był magazynierem, po czym ponownie powrócił do pracy w kopalni.
W 1948 wstąpił do Polskiej Zjednoczonej Partii Robotniczej, w 1959 został I sekretarzem oddziałowej organizacji partyjnej, w 1960 członkiem komitetu zakładowego, a w 1964 członkiem egzekutywy komitetu powiatowego w Będzinie. Delegat na IV zjazd PZPR. Członek Ochotniczej Rezerwy Milicji Obywatelskiej, Związku Bojowników o Wolność i Demokrację, a także Związku Zawodowego Górników przy kopalni „Kazimierz”.
Pełnił mandat radnego Osiedlowej Rady Narodowej w Kazimierzu. W 1965 uzyskał mandat posła na Sejm PRL IV kadencji w okręgu Sosnowiec, w trakcie kadencji zasiadał w Komisji Handlu Wewnętrznego.
Odznaczony Brązowym Krzyżem Zasługi, Medalem Zwycięstwa i Wolności 1945 oraz Odznaką Grunwaldzką.